# Ludwig Peka
Ludwig Peka – papuaski trener piłkarski.

## Kariera trenerska
Od 2003 do 2004 prowadzi narodową reprezentację Papui-Nowej Gwinei.